# Giuseppe Cavanna
Giuseppe Cavanna (Vercelli, 1905. november 18. – Vercelli, 1976. november 3.) világbajnok olasz labdarúgó, kapus, edző.

## Pályafutása

### Klubcsapatban
1921-ben a Vercellesi Erranti csapatában kezdte a labdarúgást. 1925 és 1929 között a Pro Vercelli labdarúgója volt. 1926 és 1936 között az SSC Napoli csapatában védett és itt töltötte pályafutása legmeghatározóbb éveit. 1936–37-ben a Benevento, 1937 és 1939 között ismét a Pro Vercelli játékosa volt. A második világháború után 1945–46-ban az Avezzano együttesében szerepelt és itt fejezte be az aktív labdarúgást.

### A válogatottban
1931 és 1934 között hat alkalommal szerepelt az olasz B-válogatottban. Tagja volt az 1934-es világbajnoki címet nyert csapatnak, de pályára nem lépett és az olasz válogatottban sem mutatkozott be sohasem.

### Edzőként
1936–37-ben a Benevento, 1945–46-ban az Avezzano játékos-edzője volt. 1951-ben a Nocerina, 1959-ben a Pro Vercelli vezetőedzője volt.

## Sikerei, díjai
Olaszország
- Világbajnokság
  - világbajnok: 1934, Olaszország